# Republic Group
A Republic Group Reklámügynökség egy 1997-ben alapított budapesti székhelyű reklámügynökség. A szolgáltató központ együttműködik a New York-i Siegel+Gale társasággal. Az ügynökség egy marketing és kommunikációs társaság, mely márka menedzsmentre, identitás tanácsadásra, digitális és közösségi médiára, valamint eladásösztönzésre szakosodott.

## Történet
A társaság innovációs vezetője Fabricius Gábor, Budapesten 1997-ben alapította a Republic Group reklámügynökséget. Barna Tamás a társaság vezérigazgatója később csatlakozott kialakítva egy magas színvonalú szolgáltató profilt. Kollman Áron kreatív igazgató felelős a vásárlási tevékenységért, BTL és a rendezvényszervezésért. Az ügynökség 1999-re létrehozott egy hirdetési csoportot, mely magába foglalta és ellátta a 360° hirdetési szolgáltatások, b2b szakmai szolgáltatások, mozgóképkészítés és a kreatív szolgáltatások teljes körét.

## Díjak

### Cannes Lions – Let us inspire you (Engedd, hogy ösztönözzünk)
A legnagyobb találkozó helye a marketing, kommunikációs szakmában dolgozóknak egészen a kreatív szakemberektől a reklámszakemberekig. Mint a legrangosabb nemzetközi kreatív kommunikációs díjátadón, évente több mint 40.000 nevezés mutatkozott be a világ minden tájáról a franciaországi Cannes-ban. A Republic Group 2000-be elnyerte a Media Lion aranydíját a Cannes Lion Fesztiválon, mint a kreatív világ legrangosabb díját. Ezzel az elismeréssel a Republic az egyetlen olyan magyar ügynökség, aki elnyerte az aranyoroszlán (golden lion) díjat.

### Effie díjak
Az Effie hálózat együttműködik a legsikeresebb kutatókkal és média szervezetekkel világszerte.
- 2014 / Bronz Effie – Budapest Bank / Szolgáltatások kategória
- 2007 / Bronz Effie – K&H “Énkártya” – bevezető kampány
- 2007 / Ezüst Effie – K&H “Lekötött betét” kampány
- 2007 / Bronz Effie – K&H Sziget Fesztivál szponzorációs kampánya
- 2006 / Bronz Effie – K&H logóváltó és újrapozicionáló kampány
- 2005 / Bronz Effie – K&H devizaalapú lakáshitel kampánya

### Golden Hammer
A fesztivál több mint 25 országból vonzza a kreatív ügynökségeket. Az elmúlt évek alatt a Golden Hammer által kiválasztott multinacionális zsűri értékelése során megjelenik az objektivitás és fegyelmezettség, mely biztosítja a tisztességes versenyt, ösztönözve a tökéletesség és így a globális elismerést. A “Zöld városi fények”-kel a Republic nyert díjat a Legjobban használt media kategóriában 2014-ben.